# Sohio法
Sohio法为工业生产丙烯腈的方法。

## 具体过程
以丙烯、氨、水和空气为原料，通入反应器，在催化剂（磷钼酸铋或是锑-铁系）的作用下，生成丙烯腈。具有收率高、杂质少等特点。
Sohio法取代了之前成本更高的乙炔-氢氰酸生产路线，降低了丙烯腈的价格，促进了纤维、合成树脂和橡胶产业的发展。